# Pagani, Kampanien
Pagani är en ort och kommun i provinsen Salerno i regionen Kampanien i Italien. Kommunen hade 35 537 invånare (2017).